# Lygodactylus capensis
Lygodactylus capensis là một loài thằn lằn trong họ Gekkonidae. Loài này được Smith mô tả khoa học đầu tiên năm 1849.

## Hình ảnh

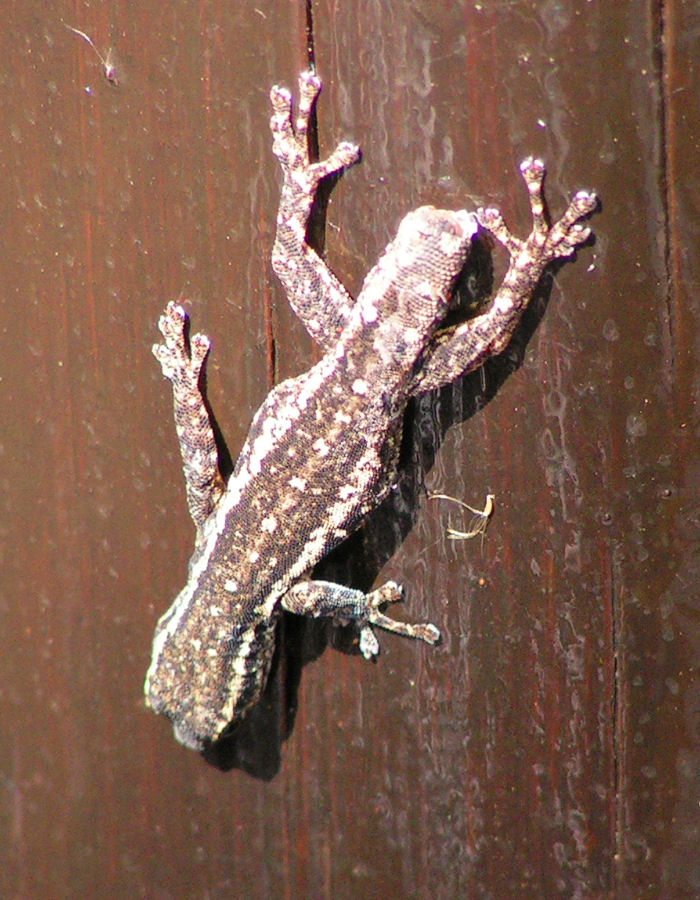